# Prinzessin-Martha-Küste
Koordinaten: 72° S, 8° W
Die Prinzessin-Martha-Küste (norwegisch Kronprinsesse Märtha Kyst) ist ein Küstenabschnitt des ostantarktischen Königin-Maud-Lands. Sie liegt zwischen 5° östlicher Länge und der Zunge des Stancomb-Wills-Gletschers bei 20° westlicher Länge. Östlich schließt sich die Prinzessin-Astrid-Küste an, im Westen liegt die Caird-Küste des Coatsland an; im Meer davor liegt unter anderem die Kvitkuven Bank in einer Tiefe von 150 Metern.
Die gesamte Küstenlinie ist durch Schelfeis gesäumt; die Eiskante erreicht Höhen von 20 bis 25 Metern. Der Name Kronprinzessin-Martha-Land wurde auf diesen Küstenteil ursprünglich von Hjalmar Riiser-Larsen angewendet, der das Gebiet von der Norvegia aus entdeckte und im Februar 1930 mit Hilfe von Luftbildern grob kartierte. Namensgeberin ist Märtha von Schweden (1901–1954), die Ehefrau des Kronprinzen und späteren norwegischen Königs Olav V.
Im östlichen Teil, 235 Kilometer im Landesinneren, befindet sich die Forschungsstation Troll.